# Zwitserland op het Europees kampioenschap voetbal 2016
Zwitserland was een van de deelnemende landen aan het Europees kampioenschap voetbal 2016 in Frankrijk. Het was de vierde keer dat Zwitserland deelnam aan een EK voetbal. Het land werd in de achtste finale na strafschoppen uitgeschakeld door Polen.

## Kwalificatie
Zwitserland begon op 8 september 2014 met een thuiswedstrijd aan de kwalificatie. Ze verloren van Engeland met 0-2 door twee goals van Danny Welbeck. Een maand later werd op bezoek bij Slovenië verloren met 1-0, na een strafschop van Milivoje Novakovič. Enkele dagen nadien moest Zwitserland naar San Marino. Haris Seferović scoorde tweemaal in het eerste half uur en Blerim Džemaili deed er nog eentje bij voor de rust. In de tweede helft zorgde Xherdan Shaqiri voor de 0-4 eindstand. In november 2014 kwam Litouwen op bezoek. Na een scoreloze eerste helft maakte Giedrius Arlauskis een eigen doelpunt. Fabian Schär verdubbelde de score, waarna Shaqiri nog tweemaal scoorde en de 4-0 overwinning veilig stelde.
Eind maart 2015 wonnen de Zwitsers met 3-0 van Estland. Doelpuntenmakers waren Schär, Granit Xhaka en Seferović. In juni 2015 moest Zwitserland naar Litouwen. Halverwege de tweede helft opende Fiodor Černych de score voor de Litouwers. Josip Drmić en Shaqiri lieten de wedstrijd nog kantelen in het voordeel van de Zwitsers: 1-2. In september 2015 kwamen de Slovenen naar Zwitserland. Slovenië liep uit door goals van Novakovič en Boštjan Cesar. Tien minuten voor tijd sloeg de Zwitserse motor aan met goals van Drmić en Valentin Stocker. De Zwitsers wonnen op de valreep met 3-2 na een doelpunt in de 94ste minuut, opnieuw van Drmić. Enkele dagen later moest Zwitserland naar de onbetwistbare leider in de groep, Engeland. Goals van Harry Kane en Wayne Rooney zorgden voor de Engelse 2-0 overwinning. Een maand later moest San Marino over de knie. Zeven verschillende spelers zorgden voor de goals: Michael Lang, Gökhan Inler, Admir Mehmedi, Johan Djourou, Pajtim Kasami, Breel Embolo en Eren Derdiyok legden de 7-0 overwinning vast. Enkele dagen later werd de laatste kwalificatiematch op Estland gewonnen met 0-1 door een eigen doelpunt van Ragnar Klavan in de 94ste minuut.
Zwitserland eindigde als tweede in Groep E en was dus rechtstreeks geplaatst voor het EK. 

### Kwalificatieduels
| 8 september 2014 | Zwitserland | 0 – 2 | Engeland    |
| 9 oktober 2014   | Slovenië    | 1 – 0 | Zwitserland |
| 12 oktober 2014  | San Marino  | 0 – 4 | Zwitserland |
| 15 november 2014 | Zwitserland | 4 – 0 | Litouwen    |
| 27 maart 2015    | Zwitserland | 3 – 0 | Estland     |
| 14 juni 2015     | Litouwen    | 1 – 2 | Zwitserland |
| 5 september 2015 | Zwitserland | 3 – 2 | Slovenië    |
| 8 september 2015 | Engeland    | 2 – 0 | Zwitserland |
| 9 oktober 2015   | Zwitserland | 7 – 0 | San Marino  |
| 12 oktober 2015  | Estland     | 0 – 1 | Zwitserland |

### Stand groep E
| Pos | Land        | Wed | Win | Gel | Ver | DV | DT | +/- | Pnt |
| --- | ----------- | --- | --- | --- | --- | -- | -- | --- | --- |
| 1   | Engeland    | 10  | 10  | 0   | 0   | 31 | 3  | +28 | 30  |
| 2   | Zwitserland | 10  | 7   | 0   | 3   | 24 | 8  | +16 | 21  |
| 3   | Slovenië    | 10  | 5   | 1   | 4   | 18 | 11 | +7  | 16  |
| 4   | Estland     | 10  | 3   | 1   | 6   | 4  | 9  | –5  | 10  |
| 5   | Litouwen    | 10  | 3   | 1   | 6   | 7  | 18 | –11 | 10  |
| 6   | San Marino  | 10  | 0   | 1   | 9   | 1  | 36 | –35 | 1   |

## EK-voorbereiding

### Wedstrijden
|                                                   |                        |       |                        | |
| 13 november 2015 «onderlinge duels» 20:45 (UTC+1) | Slowakije              | 3 – 2 | Zwitserland            | Štadión Antona Malatinského, Trnava Toeschouwers: 17.582 Scheidsrechter: Miroslav Zelinka (Tsjechië) |
| 13 november 2015 «onderlinge duels» 20:45 (UTC+1) | Ďuriš 39', 48' Mak 55' |       | 63' Derdiyok 67' Drmić | Štadión Antona Malatinského, Trnava Toeschouwers: 17.582 Scheidsrechter: Miroslav Zelinka (Tsjechië) |

|                                                   |            |       |                   |                                                                                          |
| 17 november 2015 «onderlinge duels» 20:45 (UTC+1) | Oostenrijk | 1 – 2 | Zwitserland       | Ernst Happelstadion, Wenen Toeschouwers: 27.800 Scheidsrechter: Manuel Gräfe (Duitsland) |
| 17 november 2015 «onderlinge duels» 20:45 (UTC+1) | Alaba 14'  |       | 9', 38' Seferović | Ernst Happelstadion, Wenen Toeschouwers: 27.800 Scheidsrechter: Manuel Gräfe (Duitsland) |

|                                                |          |       |             |                                                                                        |
| 25 maart 2016 «onderlinge duels» 20:45 (UTC+1) | Ierland  | 1 – 0 | Zwitserland | Aviva Stadium, Dublin Toeschouwers: 35.450 Scheidsrechter: Miroslav Zelinka (Tsjechië) |
| 25 maart 2016 «onderlinge duels» 20:45 (UTC+1) | Clark 2' |       |             | Aviva Stadium, Dublin Toeschouwers: 35.450 Scheidsrechter: Miroslav Zelinka (Tsjechië) |

|                                                |             |                      |                       |                                                                                       |
| 29 maart 2016 «onderlinge duels» 20:30 (UTC+2) | Zwitserland | 0 – 2                | Bosnië en Herzegovina | Letzigrund, Zürich Toeschouwers: 17.000 Scheidsrechter: Sébastien Delferière (België) |
| 29 maart 2016 «onderlinge duels» 20:30 (UTC+2) |             | 14' Džeko 57' Pjanić |                       | Letzigrund, Zürich Toeschouwers: 17.000 Scheidsrechter: Sébastien Delferière (België) |

|                                              |              |       |                             |                                                                                       |
| 28 mei 2016 «onderlinge duels» 16:15 (UTC+2) | Zwitserland  | 1 – 2 | België                      | Stade de Genève, Genève Toeschouwers: 20.000 Scheidsrechter: Paolo Mazzoleni (Italië) |
| 28 mei 2016 «onderlinge duels» 16:15 (UTC+2) | Džemaili 31' |       | 34' R. Lukaku 83' De Bruyne | Stade de Genève, Genève Toeschouwers: 20.000 Scheidsrechter: Paolo Mazzoleni (Italië) |

|                                              |                                |       |             |                                                                                              |
| 3 juni 2016 «onderlinge duels» 18:00 (UTC+2) | Zwitserland                    | 2 – 1 | Moldavië    | Stadio di Cornaredo, Lugano Toeschouwers: 5.700 Scheidsrechter: Alejandro Hernández (Spanje) |
| 3 juni 2016 «onderlinge duels» 18:00 (UTC+2) | Namașco 12' (e.d.) Mehmedi 75' |       | 69' Gînsari | Stadio di Cornaredo, Lugano Toeschouwers: 5.700 Scheidsrechter: Alejandro Hernández (Spanje) |

## Het Europees kampioenschap
De loting vond op 12 december 2015 plaats in Parijs. Zwitserland werd ondergebracht in groep A, samen met Frankrijk, Roemenië en Albanië. Op 30 mei 2016 maakte bondscoach Vladimir Petković zijn selectie van 23 spelers bekend. Onder de laatste vijf afvallers daarvoor was onder anderen verdediger Philippe Senderos, die wel deel uitmaakte van de selecties voor de laatste vier grote toernooien van de Zwitsers (het EK 2008 en de WK's van 2006, 2010 en 2014).
Fabian Schär kopte de Zwitsers in de vijfde minuut van hun eerste groepsduel op 1-0 tegen Albanië vanuit een hoekschop van Xherdan Shaqiri. Dat bleek het enige doelpunt van de wedstrijd. De Albanese aanvoerder Lorik Cana kreeg na 36 minuten zijn tweede gele en daarmee de eerste rode kaart van het toernooi vanwege een handsbal. In dit duel speelden twee broers tegen elkaar: Taulant Xhaka voor Albanië en Granit Xhaka voor Zwitserland. In hun tweede groepswedstrijd kwamen de Zwitsers in de achttiende minuut achter tegen Roemenië. Stephan Lichtsteiner trok Alexandru Chipciu in het strafschopgebied aan zijn shirt en Bogdan Stancu benutte de daarvoor gegeven strafschop. Nadat een hoekschop van Ricardo Rodríguez bij toeval voor zijn voeten belandde, schoot Admir Mehmedi in de 57e minuut de 1-1 binnen, tevens de eindstand. Door in de laatste groepswedstrijd ook gelijk te spelen tegen Frankrijk (0-0), verzekerden de Zwitsers zich van de tweede plaats in de poule en daarmee plaatsing voor de achtste finales.
De Zwitsers namen het in hun achtste finale op tegen Polen, de nummer twee van groep C. Dat kwam in de 39e minuut op 0-1. De Poolse doelman Łukasz Fabiański ving een kopbal van Johan Djourou en hervatte het spel met een snelle uitworp naar Kamil Grosicki. Die stoomde links op het middenveld op tot in het Zwitserse strafschopgebied en legde de bal daarna breed op Jakub Błaszczykowski. Hij passeerde doelman Yann Sommer met een laag schot in de korte hoek. Zwitserland maakte in de 82e minuut gelijk. Lichtsteiner bracht de bal vanaf links voor het Poolse doel, waarna verdediger Michał Pazdan die probeerde de weg te werken. De bal ging hierdoor met een boog richting Shaqiri, die stond opgesteld op de rand van het strafschopgebied. Hij schoot de bal met een halve omhaal in de rechterhoek van het Poolse doel. Het bleef 1-1 tot het einde van zowel de reguliere speeltijd als de verlenging. Een beslissende strafschoppenreeks was nodig. Polen won deze met 4-5. Xhaka was de enige die miste. Daarmee zat het toernooi er voor Zwitserland op.

### Uitrustingen
| Thuis | Uit | Alternatief | Doelman | Doelman |

### Technische staf
|                 |                          |
| Functie         | Naam                     |
| Bondscoach      | Vladimir Petković (foto) |
| Assistent-coach | Antonio Manicone         |
| Keeperstrainer  | Patrick Foletti          |
| Fitness coach   | Urs Riedwyl              |
| Fitness coach   | Oliver Riedwyl           |
| Team manager    | Philipp Ebneter          |

### Selectie en statistieken
| Nr. | Naam                 | Geboortedatum | GW |   |   |   |   |   |   | Club                | Positie(s) |
| --- | -------------------- | ------------- | -- | - | - | - | - | - | - | ------------------- | ---------- |
| 1   | Yann Sommer          | 17-12-1988    | 4  | 0 | 0 | 0 | 0 | 0 | 0 | Mönchengladbach     | GK         |
| 2   | Stephan Lichtsteiner | 16-01-1984    | 4  | 0 | 0 | 0 | 0 | 0 | 0 | Juventus            | RB, RM     |
| 3   | François Moubandje   | 21-06-1990    | 0  | 0 | 0 | 0 | 0 | 0 | 0 | Toulouse            | LB, CB     |
| 4   | Nico Elvedi          | 30-09-1996    | 0  | 0 | 0 | 0 | 0 | 0 | 0 | Mönchengladbach     | CB, RB, DM |
| 5   | Steve von Bergen     | 10-06-1983    | 0  | 0 | 0 | 0 | 0 | 0 | 0 | Young Boys Bern     | CB, RB, LB |
| 6   | Michael Lang         | 08-02-1991    | 2  | 0 | 0 | 0 | 0 | 2 | 0 | FC Basel            | RB, CB     |
| 7   | Breel Embolo         | 14-02-1997    | 4  | 0 | 1 | 0 | 0 | 3 | 1 | FC Basel            | CF, RW, AM |
| 8   | Fabian Frei          | 08-01-1989    | 1  | 0 | 0 | 0 | 0 | 1 | 0 | FSV Mainz           | CM         |
| 9   | Haris Seferović      | 22-02-1992    | 4  | 0 | 0 | 0 | 0 | 1 | 1 | Eintracht Frankfurt | CF, LW     |
| 10  | Granit Xhaka         | 27-09-1992    | 4  | 0 | 1 | 0 | 0 | 0 | 0 | Mönchengladbach     | CM, AM     |
| 11  | Valon Behrami        | 19-04-1985    | 4  | 0 | 1 | 0 | 0 | 0 | 1 | Watford             | DM, RM     |
| 12  | Marwin Hitz          | 18-09-1987    | 0  | 0 | 0 | 0 | 0 | 0 | 0 | FC Augsburg         | GK         |
| 13  | Ricardo Rodríguez    | 25-08-1992    | 4  | 0 | 0 | 0 | 0 | 0 | 0 | Wolfsburg           | LB, LM     |
| 14  | Denis Zakaria        | 20-11-1996    | 0  | 0 | 0 | 0 | 0 | 0 | 0 | Young Boys Bern     | DM, CB     |
| 15  | Blerim Džemaili      | 12-04-1986    | 4  | 0 | 0 | 0 | 0 | 0 | 3 | Genoa               | CM         |
| 16  | Gelson Fernandes     | 02-09-1986    | 3  | 0 | 0 | 0 | 0 | 3 | 0 | Stade Rennes        | DM, CM     |
| 17  | Shani Tarashaj       | 07-02-1995    | 1  | 0 | 0 | 0 | 0 | 1 | 0 | Everton             | CF, RW     |
| 18  | Admir Mehmedi        | 16-03-1991    | 4  | 1 | 0 | 0 | 0 | 0 | 3 | Bayer Leverkusen    | CF, LW     |
| 19  | Eren Derdiyok        | 12-06-1988    | 1  | 0 | 0 | 0 | 0 | 1 | 0 | Kasımpaşa           | CF, LW     |
| 20  | Johan Djourou        | 18-01-1987    | 4  | 0 | 1 | 0 | 0 | 0 | 0 | Hamburger SV        | CB         |
| 21  | Roman Bürki          | 14-11-1990    | 0  | 0 | 0 | 0 | 0 | 0 | 0 | Borussia Dortmund   | GK         |
| 22  | Fabian Schär         | 20-12-1991    | 4  | 1 | 2 | 0 | 0 | 0 | 0 | Hoffenheim          | CB         |
| 23  | Xherdan Shaqiri      | 10-10-1991    | 4  | 1 | 0 | 0 | 0 | 0 | 3 | Stoke City          | RW, AM, LW |

### Wedstrijden
| Nr. | Land        | GW | W | G | V | DV | DT | DS | Ptn |
| --- | ----------- | -- | - | - | - | -- | -- | -- | --- |
| 1   | Frankrijk   | 3  | 2 | 1 | 0 | 4  | 1  | +3 | 7   |
| 2   | Zwitserland | 3  | 1 | 2 | 0 | 2  | 1  | +1 | 5   |
| 3   | Albanië     | 3  | 1 | 0 | 2 | 1  | 3  | -2 | 3   |
| 4   | Roemenië    | 3  | 0 | 1 | 2 | 2  | 4  | -2 | 1   |

#### Groepsfase
|                                               |         |          |             | |
| 11 juni 2016 «onderlinge duels» 15:00 (UTC+2) | Albanië | 0 – 1    | Zwitserland | Stade Bollaert-Delelis, Lens Toeschouwers: 33.805 Scheidsrechter: Carlos Velasco Carballo (Spanje) |
| 11 juni 2016 «onderlinge duels» 15:00 (UTC+2) |         | 5' Schär |             | Stade Bollaert-Delelis, Lens Toeschouwers: 33.805 Scheidsrechter: Carlos Velasco Carballo (Spanje) |

| Albanië | Zwitserland |

| Albanië:        |    |                  |         |
|                 |    |                  |         |
| GK              | 1  | Etrit Berisha    |         |
| RB              | 4  | Elseid Hysaj     |         |
| CB              | 5  | Lorik Cana       | 23' 36' |
| CB              | 15 | Mërgim Mavraj    | 90+2'   |
| LB              | 7  | Ansi Agolli      |         |
| DM              | 13 | Burim Kukeli     | 89'     |
| CM              | 22 | Amir Abrashi     |         |
| CM              | 14 | Taulant Xhaka    | 62'     |
| RW              | 21 | Odise Roshi      | 74'     |
| CF              | 10 | Armando Sadiku   | 82'     |
| LW              | 3  | Ermir Lenjani    |         |
| Wisselspelers:  |    |                  |         |
| MF              | 20 | Ergys Kaçe       | 62' 63' |
| FW              | 16 | Sokol Cikalleshi | 74'     |
| MF              | 11 | Shkëlzen Gashi   | 82'     |
| Coach:          |    |                  |         |
| Gianni De Biasi |    |                  |         |

| Zwitserland:      |    |                      |     |
|                   |    |                      |     |
| GK                | 1  | Yann Sommer          |     |
| RB                | 2  | Stephan Lichtsteiner |     |
| CB                | 22 | Fabian Schär         | 13' |
| CB                | 20 | Johan Djourou        |     |
| LB                | 13 | Ricardo Rodríguez    |     |
| CM                | 11 | Valon Behrami        | 67' |
| CM                | 10 | Granit Xhaka         |     |
| RW                | 23 | Xherdan Shaqiri      | 88' |
| AM                | 15 | Blerim Džemaili      | 76' |
| LW                | 18 | Admir Mehmedi        | 62' |
| CF                | 9  | Haris Seferović      |     |
| Wisselspelers:    |    |                      |     |
| FW                | 7  | Breel Embolo         | 62' |
| MF                | 8  | Fabian Frei          | 76' |
| MF                | 16 | Gelson Fernandes     | 88' |
| Coach:            |    |                      |     |
| Vladimir Petković |    |                      |     |

Man van de wedstrijd:

 Granit Xhaka

|                                               |                   |       |             |                                                                                         |
| 15 juni 2016 «onderlinge duels» 18:00 (UTC+2) | Roemenië          | 1 – 1 | Zwitserland | Parc des Princes, Parijs Toeschouwers: 43.576 Scheidsrechter: Sergej Karasjov (Rusland) |
| 15 juni 2016 «onderlinge duels» 18:00 (UTC+2) | Stancu 18' (pen.) |       | 57' Mehmedi | Parc des Princes, Parijs Toeschouwers: 43.576 Scheidsrechter: Sergej Karasjov (Rusland) |

| Roemenië | Zwitserland |

| Roemenië:         |    |                    |     |
|                   |    |                    |     |
| GK                | 12 | Ciprian Tătărușanu |     |
| RB                | 22 | Cristian Săpunaru  |     |
| CB                | 6  | Vlad Chiricheș     |     |
| CB                | 21 | Dragoș Grigore     | 76' |
| LB                | 3  | Răzvan Raț         | 62' |
| CM                | 18 | Andrei Prepeliță   | 22' |
| CM                | 8  | Mihai Pintilii     | 46' |
| RW                | 11 | Gabriel Torje      |     |
| AM                | 19 | Bogdan Stancu      | 84' |
| LW                | 7  | Alexandru Chipciu  | 23' |
| CF                | 13 | Claudiu Keșerü     | 37' |
| Wisselspelers:    |    |                    |     |
| MF                | 5  | Ovidiu Hoban       | 46' |
| DF                | 16 | Steliano Filip     | 62' |
| FW                | 14 | Florin Andone      | 84' |
| Coach:            |    |                    |     |
| Anghel Iordănescu |    |                    |     |

| Zwitserland:      |    |                      |           |
|                   |    |                      |           |
| GK                | 1  | Yann Sommer          |           |
| RB                | 2  | Stephan Lichtsteiner |           |
| CB                | 22 | Fabian Schär         |           |
| CB                | 20 | Johan Djourou        |           |
| LB                | 13 | Ricardo Rodríguez    |           |
| CM                | 11 | Valon Behrami        |           |
| CM                | 10 | Granit Xhaka         | 50'       |
| RW                | 23 | Xherdan Shaqiri      | 90+1'     |
| AM                | 15 | Blerim Džemaili      | 83'       |
| LW                | 18 | Admir Mehmedi        |           |
| CF                | 9  | Haris Seferović      | 64'       |
| Wisselspelers:    |    |                      |           |
| FW                | 7  | Breel Embolo         | 64' 90+4' |
| DF                | 6  | Michael Lang         | 83'       |
| FW                | 17 | Shani Tarashaj       | 90+1'     |
| Coach:            |    |                      |           |
| Vladimir Petković |    |                      |           |

Man van de wedstrijd:

 Granit Xhaka

|                                               |             |       |           | |
| 19 juni 2016 «onderlinge duels» 21:00 (UTC+2) | Zwitserland | 0 – 0 | Frankrijk | Grand Stade Lille Métropole, Villeneuve-d'Ascq Toeschouwers: 45.616 Scheidsrechter: Damir Skomina (Slovenië) |
| 19 juni 2016 «onderlinge duels» 21:00 (UTC+2) |             |       |           | Grand Stade Lille Métropole, Villeneuve-d'Ascq Toeschouwers: 45.616 Scheidsrechter: Damir Skomina (Slovenië) |

| Zwitserland | Frankrijk |

| Zwitserland:      |    |                      |     |
|                   |    |                      |     |
| GK                | 1  | Yann Sommer          |     |
| RB                | 2  | Stephan Lichtsteiner |     |
| CB                | 22 | Fabian Schär         |     |
| CB                | 20 | Johan Djourou        |     |
| LB                | 13 | Ricardo Rodríguez    |     |
| CM                | 11 | Valon Behrami        |     |
| CM                | 10 | Granit Xhaka         |     |
| RW                | 23 | Xherdan Shaqiri      | 79' |
| AM                | 15 | Blerim Džemaili      |     |
| LW                | 18 | Admir Mehmedi        | 86' |
| CF                | 7  | Breel Embolo         | 74' |
| Wisselspelers:    |    |                      |     |
| FW                | 9  | Haris Seferović      | 74' |
| MF                | 16 | Gelson Fernandes     | 79' |
| DF                | 6  | Michael Lang         | 86' |
| Coach:            |    |                      |     |
| Vladimir Petković |    |                      |     |

| Frankrijk:       |    |                     |     |
|                  |    |                     |     |
| GK               | 1  | Hugo Lloris         |     |
| RB               | 19 | Bacary Sagna        |     |
| CB               | 4  | Adil Rami           | 25' |
| CB               | 21 | Laurent Koscielny   | 82' |
| LB               | 3  | Patrice Evra        |     |
| DM               | 6  | Yohan Cabaye        |     |
| CM               | 18 | Moussa Sissoko      |     |
| CM               | 15 | Paul Pogba          |     |
| RW               | 7  | Antoine Griezmann   | 77' |
| CF               | 10 | André-Pierre Gignac |     |
| LW               | 20 | Kingsley Coman      | 63' |
| Wisselspelers:   |    |                     |     |
| MF               | 8  | Dimitri Payet       | 63' |
| MF               | 14 | Blaise Matuidi      | 77' |
| Coach:           |    |                     |     |
| Didier Deschamps |    |                     |     |

Man van de wedstrijd:

 Yann Sommer

#### Achtste finale
|                                               |                                            |              |                                                  | |
| 25 juni 2016 «onderlinge duels» 15:00 (UTC+2) | Zwitserland                                | 1 – 1 (n.v.) | Polen                                            | Stade Geoffroy-Guichard, Saint-Étienne Toeschouwers: 38.842 Scheidsrechter: Mark Clattenburg (Engeland) |
| 25 juni 2016 «onderlinge duels» 15:00 (UTC+2) | Shaqiri 82'                                |              | 39' Błaszczykowski                               | Stade Geoffroy-Guichard, Saint-Étienne Toeschouwers: 38.842 Scheidsrechter: Mark Clattenburg (Engeland) |
| 25 juni 2016 «onderlinge duels» 15:00 (UTC+2) | Strafschoppen                              |              |                                                  | Stade Geoffroy-Guichard, Saint-Étienne Toeschouwers: 38.842 Scheidsrechter: Mark Clattenburg (Engeland) |
| 25 juni 2016 «onderlinge duels» 15:00 (UTC+2) | Lichtsteiner Xhaka Shaqiri Schär Rodríguez | 4 – 5        | Lewandowski Milik Glik Błaszczykowski Krychowiak | Stade Geoffroy-Guichard, Saint-Étienne Toeschouwers: 38.842 Scheidsrechter: Mark Clattenburg (Engeland) |

| Zwitserland | Polen |

| Zwitserland:      |    |                      |      |
|                   |    |                      |      |
| GK                | 1  | Yann Sommer          |      |
| RB                | 2  | Stephan Lichtsteiner |      |
| CB                | 22 | Fabian Schär         | 55'  |
| CB                | 20 | Johan Djourou        | 117' |
| LB                | 13 | Ricardo Rodríguez    |      |
| CM                | 11 | Valon Behrami        | 77'  |
| CM                | 10 | Granit Xhaka         |      |
| RW                | 23 | Xherdan Shaqiri      |      |
| AM                | 15 | Blerim Džemaili      | 58'  |
| LW                | 18 | Admir Mehmedi        | 70'  |
| CF                | 9  | Haris Seferović      |      |
| Wisselspelers:    |    |                      |      |
| FW                | 7  | Breel Embolo         | 58'  |
| FW                | 19 | Eren Derdiyok        | 70'  |
| MF                | 16 | Gelson Fernandes     | 77'  |
| Coach:            |    |                      |      |
| Vladimir Petković |    |                      |      |

| Polen:         |    |                      |      |
|                |    |                      |      |
| GK             | 22 | Łukasz Fabiański     |      |
| RB             | 20 | Łukasz Piszczek      |      |
| CB             | 15 | Kamil Glik           |      |
| CB             | 2  | Michał Pazdan        | 111' |
| LB             | 3  | Artur Jędrzejczyk    | 58'  |
| RW             | 16 | Jakub Błaszczykowski |      |
| CM             | 10 | Grzegorz Krychowiak  |      |
| CM             | 5  | Krzysztof Mączyński  | 101' |
| LW             | 11 | Kamil Grosicki       | 104' |
| AM             | 7  | Arkadiusz Milik      |      |
| CF             | 9  | Robert Lewandowski   |      |
| Wisselspelers: |    |                      |      |
| MF             | 6  | Tomasz Jodłowiec     | 101' |
| MF             | 17 | Sławomir Peszko      | 104' |
| Coach:         |    |                      |      |
| Adam Nawałka   |    |                      |      |

Man van de wedstrijd:

 Xherdan Shaqiri
SFV · A-internationals · Selecties · Bondscoaches · Zwitsers vrouwenelftal · Olympisch elftal · Zwitserland U21 · Zwitserland U19 · Zwitserland U18 · Zwitserland U17 · Zwitserland U16 · Vrouwen U17
1905 – 1919 · 
1920 – 1929 · 
1930 – 1939 · 
1940 – 1949 · 
1950 – 1959 · 
1960 – 1969 · 
1970 – 1979 · 
1980 – 1989 · 
1990 – 1999 · 
2000 – 2009 · 
2010 – 2019 · 
2020 – 2029
EK's: 1996 · 
2004 · 
2008 · 
2016 · 
2020 · 
2024
WK's: 1934 · 
1938 · 
1950 · 
1954 · 
1962 · 
1966 · 
1994 · 
2006 · 
2010 · 
2014 · 
2018 · 
2022
OS: 1924 · 
1928 · 
2012
1905 · 
1906 · 1907 · 
1908 · 
1909 · 
1910 · 
1911 · 
1912 · 
1913 · 
1914 · 
1915 · 
1916 · 
1917 · 
1918 · 
1919 · 
1920 · 
1921 · 
1922 · 
1923 · 
1924 · 
1925 · 
1926 · 
1927 · 
1928 · 
1929 · 
1930 · 
1931 · 
1932 · 
1933 · 
1934 · 
1935 · 
1936 · 
1937 · 
1938 · 
1939 · 
1940 · 
1941 · 
1942 · 
1943 · 
1944 · 
1945 · 
1946 · 
1947 · 
1948 · 
1949 · 
1950 · 
1952 ·
1952 · 
1953 · 
1954 · 
1955 · 
1956 · 
1957 · 
1958 · 
1959 · 
1960 · 
1961 · 
1962 · 
1963 · 
1964 · 
1965 · 
1966 · 
1967 · 
1968 · 
1969 · 
1970 · 
1971 · 
1972 · 
1973 · 
1974 · 
1975 · 
1976 · 
1977 ·
1978 · 
1979 · 
1980 · 
1981 · 
1982 · 
1983 · 
1984 · 
1985 · 
1986 · 
1987 · 
1988 · 
1989 · 
1990 ·
1991 · 
1992 · 
1993 · 
1994 ·
1995 · 
1996 · 
1997 · 
1998 · 
1999 · 
2000 · 
2001 · 
2002 · 
2003 · 
2004 · 
2005 · 
2006 · 
2007 · 
2008 · 
2009 · 
2010 · 
2011 · 
2012 · 
2013 ·
2014 ·
2015 ·
2016 ·
2017 ·
2018 ·
2019 ·
2020 ·
2021 ·
2022
Albanië ·
Algerije · 
Andorra · 
Argentinië ·
Australië ·
Azerbeidzjan ·
België ·
Bolivia ·
Bosnië en Herzegovina ·
Brazilië ·
Bulgarije ·
Canada ·
Chili ·
China ·
Colombia ·
Costa Rica ·
Cyprus ·
Denemarken ·
DDR ·
Duitsland ·
Ecuador ·
Egypte ·
Engeland · 
Estland ·
Faeröer ·
Finland ·
Frankrijk ·
Georgië ·
Ghana ·
Gibraltar ·
Griekenland ·
Honduras ·
Hongarije ·
Hongkong ·
Ierland ·
IJsland ·
Israël ·
Italië ·
Ivoorkust ·
Jamaica ·
Japan ·
Joegoslavië ·
Kameroen ·
Kenia ·
Kosovo ·
Kroatië ·
Letland ·
Liechtenstein ·
Litouwen ·
Luxemburg ·
Malta ·
Marokko ·
Mexico ·
Moldavië ·
Montenegro ·
Nederland ·
Nigeria ·
Noord-Ierland ·
Noorwegen ·
Oekraïne ·
Oman ·
Oostenrijk ·
Panama ·
Peru ·
Polen ·
Portugal ·
Qatar ·
Roemenië ·
Rusland ·
Saarland ·
San Marino ·
Schotland ·
Servië ·
Slovenië ·
Slowakije ·
Sovjet-Unie · 
Spanje ·
Togo ·
Tsjechië ·
Tsjecho-Slowakije ·
Tunesië ·
Turkije ·
Uruguay ·
Venezuela ·
VA Emiraten ·
Verenigde Staten ·
Wales ·
Wit-Rusland ·
Zimbabwe ·
Zuid-Korea ·
Zweden
Albanië (2016) ·
Argentinië (2014) ·
Brazilië (2018) ·
Chili (2010) ·
Costa Rica (2018) ·
Ecuador (2014) ·
Frankrijk (2006) ·
Frankrijk (2014) ·
Frankrijk (2016) ·
Frankrijk (2021) ·
Honduras (2010) · 
Honduras (2014) · 
Italië (2021) · 
Oekraïne (2006) ·
Portugal (2008)  · 
Portugal (2022) · 
Roemenië (2016) · 
Servië (2018) ·
Spanje (2010) ·
Spanje (2021) ·
Togo (2006) ·
Tsjechië (2008) ·
Turkije (2008) ·
Turkije (2021) ·
Wales (2021) ·
Zuid-Korea (2006) ·
Zweden (2018)